# Vær stille, sorg, vær stille
Vær stille, sorg, vær stille (russisk: Молчи, грусть, молчи) er en russisk film fra 1918 af Pjotr Tjardynin.
Filmen er i to dele, men kun den første del findes i dag.

## Medvirkende
- Vera Kholodnaja – Paula
- Pjotr Tjardynin – Lorio
- Ossip Runitj – Zaritskij
- Vitold Polonskij – Telepnev
- Vladimir Maksimov – Volyntsev